# Peritrichia dimidiata
Peritrichia dimidiata är en skalbaggsart som beskrevs av Hermann Burmeister 1844. Peritrichia dimidiata ingår i släktet Peritrichia och familjen Melolonthidae. Inga underarter finns listade i Catalogue of Life.